# Bret Iwan
Bret Iwan (n. 10 septembrie 1982, Pasadena, California, SUA) este un actor de voce și ilustrator american. El este vocea oficială a personajului Mickey Mouse.
A absolvit Ringling College of Art and Design din Sarasota, Florida, Statele Unite ale Americii în 2004. Iwan a fost anterior ilustrator la Hallmark.